# Yaoundé-Abkommen
Das Yaoundé-Abkommen, auch Abkommen von Jaunde, wurde in Yaoundé (Jaunde), der Hauptstadt von Kamerun, am 20. Juli 1963 (mit Gültigkeitsende am 31. Mai 1969) bzw. am 29. Juli 1969 mit der Europäischen Wirtschaftsgemeinschaft (EWG) abgeschlossen. Das Assoziierungsabkommen zielte auf den Aufbau einer Freihandelszone und den Abbau von Handelshemmnissen. Diese Verträge waren Vorgänger der bekannteren Lomé- und Cotonou-Abkommen.

## Yaoundé I: Erstes Abkommen (1964–1969)
Das erste Yaoundé-Abkommen zwischen der Europäischen Wirtschaftsgemeinschaft und 18 afrikanischer Staaten die kürzlich die Unabhängigkeit erlangt hatten, wurde am 20. Juli in Yaoundé unterzeichnet und trat am 1. Juni 1964 in Kraft. Es basierte wesentlich auf bilateralen Verträgen und Wirtschaftsvereinbarungen zwischen den Mitgliedsstaaten der EWG und den afrikanischen Staaten die durch das Abkommen bilateralisiert wurden. Die Laufzeit des Abkommens war auf 5 Jahre vereinbart.
Die 18 afrikanischen AASM-Staaten (englisch Associated African States and Madagascar, AASM) waren Burundi, Dahomey, Demokratische Republik Kongo, Elfenbeinküste, Gabun, Kamerun, Kongo-Brazzaville, Madagaskar, Mali, Mauretanien, Niger, Obervolta, Ruanda, Senegal, Somalia, Togo, Tschad und die Zentralafrikanische Republik.
Neben wirtschaftlicher Zusammenarbeit unterstützte das Abkommen die europäische Entwicklungshilfe durch den Europäischen Entwicklungsfonds. Über die Laufzeit des ersten Abkommens betrugen die durch den Fonds geleisteten Zahlungen ungefähr 730 Millionen US-Dollar. Davon wurden 620 Millionen als direkte Beihilfen, 46 als Darlehen und 64 Millionen als Kredite der Europäischen Investitionsbank gewährt. Im Gegenzug verpflichteten sich die afrikanischen Unterzeichnerstaaten zum Abbau von Zöllen und anderen Handelshemmnissen für Agrarprodukte sowie zur Besserbehandlung der EWG-Exporte gegenüber anderen Drittstaaten. Damit sicherten sich die europäischen Industriestaaten Rohstoffe und Absatzmärkte.

## Yaoundé II: Zweites Abkommen (1971–1975)
Das zweite Yaoundé-Abkommen verlängerte die im ersten Abkommen getroffenen bilateralen Vereinbarungen. Nach Ablauf des ersten Abkommens wurde am 29. Juli ein zweites Abkommen getroffen, welches am 1. Januar 1971 in Kraft trat und bis zum 31. Januar 1975 Gültigkeit besitzen sollte. Die assoziierten afrikanischen Staaten setzten sich weiterhin aus den mehrheitlich frankophonen 18 AASM-Staaten zusammen. 1972 trat Mauritius dem Abkommen bei, bereits vor- und verstärkt nach dem EG-Beitritt Großbritanniens 1973 kooperierten auch andere anglophone Staaten in separaten Abkommen mit der EG. Die Aufnahme Nigerias im Anschluss an das Lagos-Abkommen für Zusammenarbeit (16. Juli 1966) und der Staaten der Ostafrikanischen Gemeinschaft (EAC) im Anschluss an das Arusha-Abkommen (26. Juli 1968) war eigentlich bereits für Yaoundé II geplant, beide Abkommen liefen zeitgleich mit Yaoundé I am 31. Mai 1969 aus, durch den Biafra-Krieg in Nigeria und die Nichtratifizierung des Arusha-Abkommens durch die EAC-Staaten kam dieses nicht Zustande. Die separaten Abkommen wurden später verlängert und bereiteten den Weg für das erste Lomé-Abkommen, welches 46 Staaten einbezog.
Der für den gleichen Zeitraum aufgesetzte dritte Europäische Entwicklungsfonds sah 918 Millionen US-Dollar für die 18 AASM-Staaten vor, 748 Millionen sollten davon als Entwicklungshilfe vergeben werden, 90 Millionen als Kredite der Europäischen Investitionsbank und 80 Millionen als Darlehen.